# Verdun
Verdun este un oraș în Franța, sub-prefectură a departamentului
 Meuse, în regiunea Lorraine, situat pe cursul fluviului Meuse. Până în anul 1970, s-a numit oficial Verdun-sur-Meuse.
Împreună cu cele 5 comune care-i sunt asociate, Verdun are o populație de 30.000 de locuitori.

## Istorie
Orașul este atestat din epoca romană sub numele de Verodunum. În 843, Verdun este locul încheierii tratatului care partajează imperiul lui Carol cel Mare. În Evul Mediu, Verdun a fost un oraș liber imperial, până la ocuparea sa, în 1552, și anexarea sa, în 1648, de către Franța. În 1916, în timpul Primului Război Mondial, la Verdun s-a desfășurat Bătălia de la Verdun, una din cele mai sângeroase bătălii din istorie.

## Evoluția populației
| An        | 1975   | 1982   | 1990   | 1999   | 2006   | 2010   |
| --------- | ------ | ------ | ------ | ------ | ------ | ------ |
| Populație | 23.621 | 21.516 | 20.753 | 19.624 | 19.374 | 18.513 |

## Vedeți și
- Noria (Verdun)
- Lista comunelor din Meuse
- Bătălia de la Verdun